# Mont Bear
El mont Bear (en anglès mount Bear) és un cim que s'eleva fins als 4.520 msnm i que es troba a les muntanyes Saint Elias, dins el Pac Nacional Wrangell-Sant Elias, a l'estat d'Alaska, als Estats Units, a poc més de 6 quilòmetres de la frontera amb el territori del Yukon, Canadà. La glacera de Barnard discorre pel vessant sud-oest, mentre la glacera Klutlan ho fa pel vessant nord.
Malgrat la seva alçada el mont Bear és un cim poc visitat pel fet d'estar envoltat per cims més alts i més coneguts, com el mont Bona, a l'oest, i el mont Lucania i el mont Logan, a l'est. Amb tot, és un gran cim, fins i tot en termes relatius. Així la caiguda des del cim fins a la glacera de Barnard és de 2.500 m en menys de 8 km i 3.000 m en menys de 20 km.